# بيلي ليال
بيلي ليال (بالإنجليزية: Billy Lyall)‏ هو مغني بريطاني، ولد في 26 مارس 1953 في إدنبرة في المملكة المتحدة، وتوفي في 1 ديسمبر 1989.

## وصلات خارجية
- بيلي ليال على موقع ميوزك برينز (الإنجليزية)
- بيلي ليال على موقع ديسكوغز (الإنجليزية)